# Pompogne
Pompogne (okzitanisch: Pompunha) ist eine Gemeinde mit 195 Einwohnern (Stand: 1. Januar 2022) in Frankreich im Département Lot-et-Garonne in der Region Nouvelle-Aquitaine (vor 2016: Aquitanien). Die Gemeinde gehört zum Arrondissement Nérac und zum Kanton Les Forêts de Gascogne. Die Einwohner werden Pompognais genannt.

## Geografie
Pompogne liegt etwa 45 Kilometer westnordwestlich von Agen. Umgeben wird Pompogne von den Nachbargemeinden Pindères im Norden und Nordwesten, Casteljaloux im Norden und Nordosten, La Réunion im Osten und Nordosten, Fargues-sur-Ourbise im Osten und Südosten, Houeillès im Süden sowie Sauméjan im Westen.

## Bevölkerungsentwicklung
| Jahr                       | 1962 | 1968 | 1975 | 1982 | 1990 | 1999 | 2006 | 2018 |
| Einwohner                  | 144  | 127  | 104  | 105  | 124  | 138  | 146  | 204  |
| Quellen: Cassini und INSEE |      |      |      |      |      |      |      |      |

## Sehenswürdigkeiten
- Kirche Saint-Jean-Baptiste aus dem 11. Jahrhundert

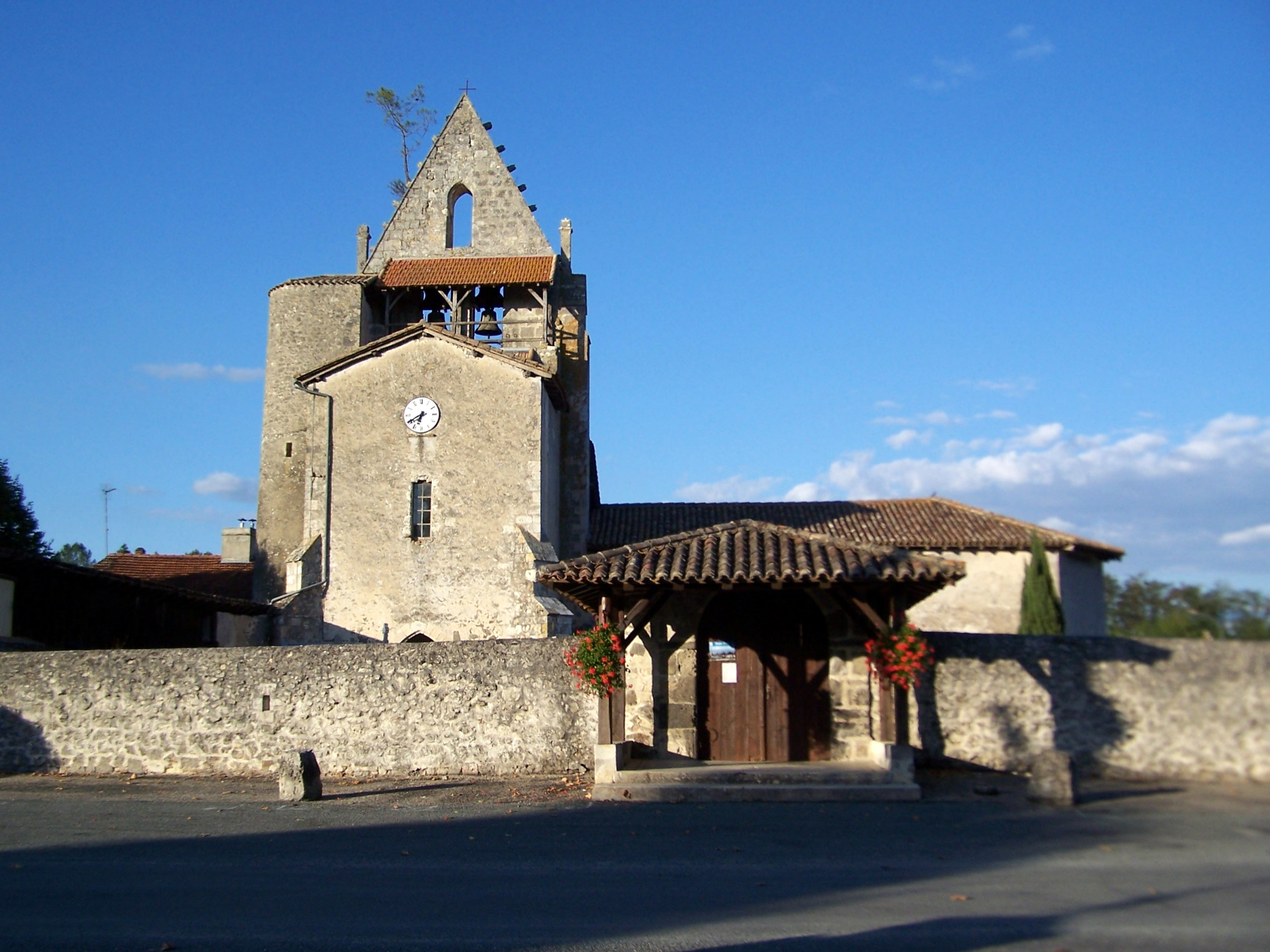
Kirche Saint-Jean-Baptiste